# Lophobius sororis
Lophobius sororis är en mångfotingart som beskrevs av Chamberlin 1940. Lophobius sororis ingår i släktet Lophobius och familjen stenkrypare. Inga underarter finns listade i Catalogue of Life.